# Kid Rock

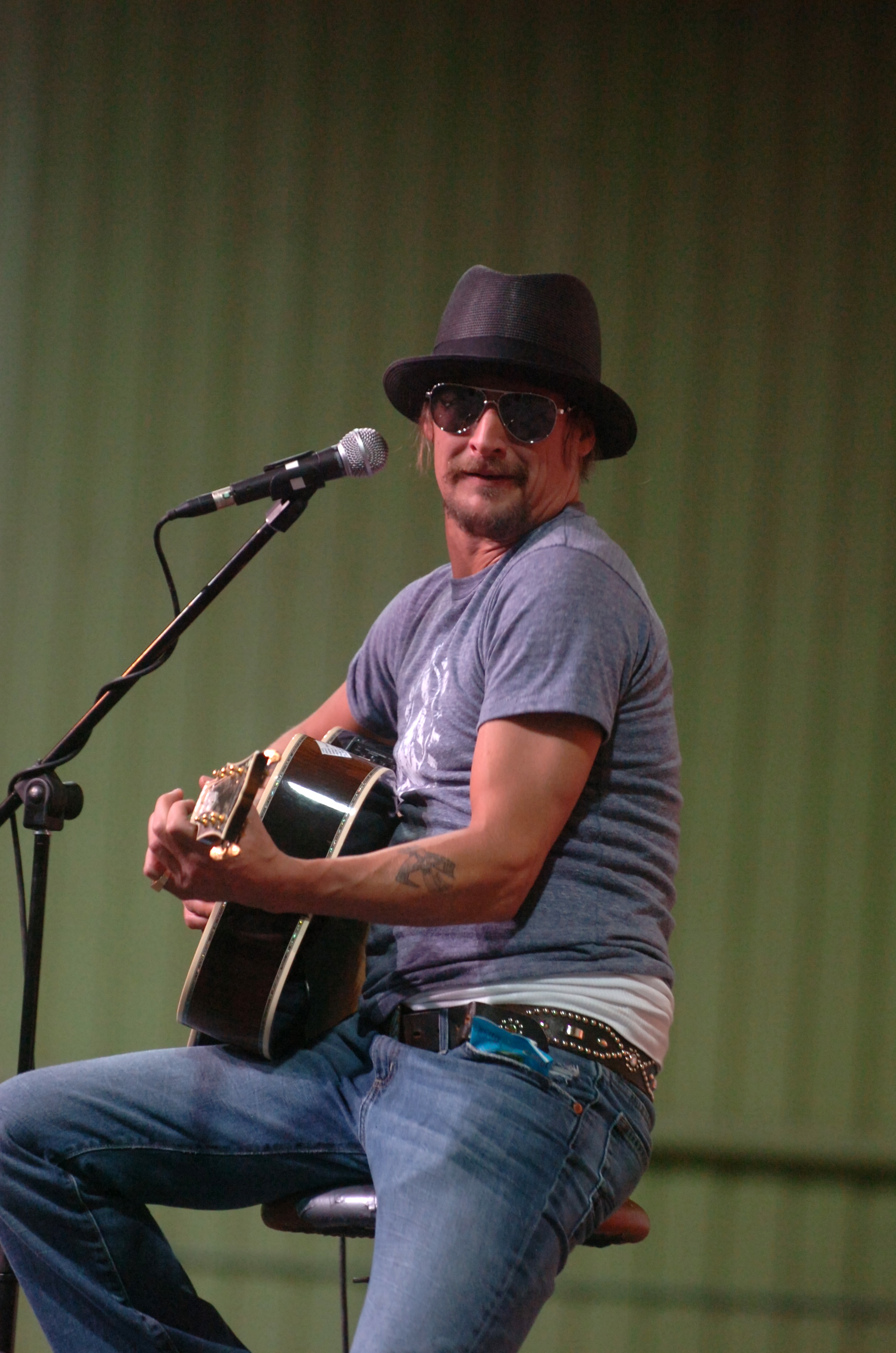
Kid Rock (2007)

Kid Rock (* 17. Januar 1971 in Romeo, Macomb County, Michigan, als Robert James Ritchie) ist ein US-amerikanischer Musiker, der Southern Rock mit Hip-Hop-Anleihen verbindet.

## Biografie
Robert James Ritchie wuchs in seiner Geburtsstadt Romeo im Macomb County in der Nähe von Detroit als Sohn eines wohlhabenden Automobilhändlers auf. Er beschäftigte sich früh mit der Hip-Hop-Kultur, insbesondere dem Breakdance. Besonderen Einfluss übten die Beastie Boys aus, die damals eine der bedeutendsten weißen Hip-Hop-Gruppen waren und gleichzeitig sehr früh mit der Verbindung von Rock und Hip-Hop experimentierten. 1988 nahm Ritchie seine ersten Demos auf, die ihm die Möglichkeit eröffneten, als Vorband für Boogie Down Productions zu spielen. Dieser Auftritt überzeugte Jive Records, sein Debütalbum Grits Sandwiches for Breakfast zu veröffentlichen. Nach einer Tournee mit Too Short und Ice Cube löste das Label den Vertrag jedoch wieder auf. Ritchie zog nach Brooklyn, New York und unterschrieb einen Vertrag mit dem kleinen Label Continuum Records. 1993 erschien das zweite Album The Polyfuze Method, das stärker vom Rock beeinflusst war. Ein Jahr später erschien die EP Fire It Up auf dem Kid-Rock-eigenen Continuum-Records-Imprint Top Dog.

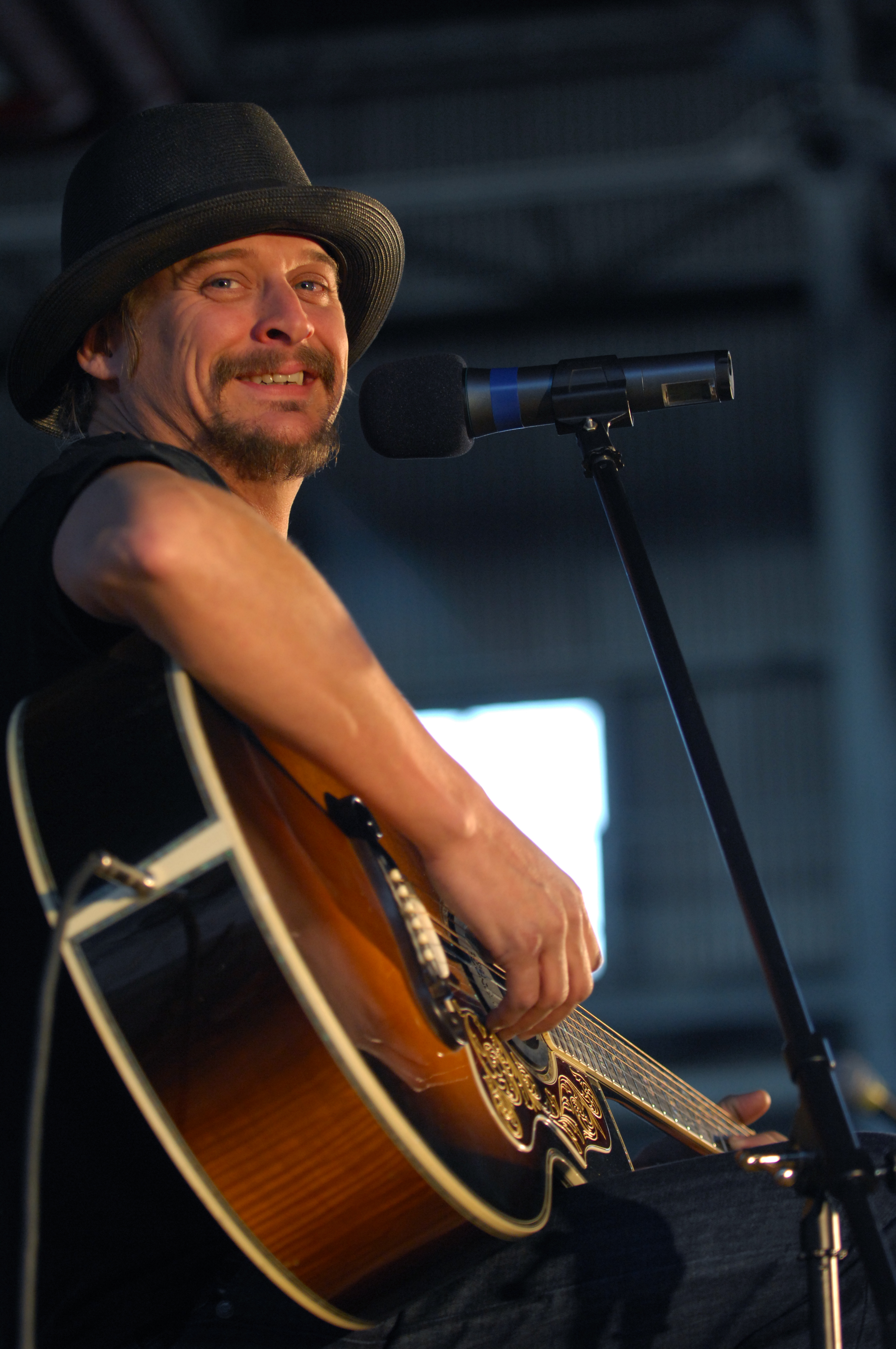
Kid Rock beim Konzert in der Aviano Air Base, Italien (2007)

Im Jahr 1996 zog Kid Rock wieder nach Detroit, wo das dritte Album Early Mornin’ Stoned Pimp erschien. Zu dieser Zeit bildete sich mit Twisted Brown Trucker eine Background-Band um den Rapper Joseph „Joe C.“ Calleja. Weitere Mitglieder waren die Gitarristen Kenny Olson und Jason Krause, der Keyboarder Jimmy Bones, die Schlagzeugerin Stefanie Eulinberg, Uncle Kracker und die Sängerinnen Misty Love und Shirley Hayden. Das Label Atlantic Records entschied sich angesichts der beginnenden Nu-Metal-Welle, Kid Rock einen Plattenvertrag anzubieten. Das Album Devil Without a Cause erschien im August 1998. Weder das Album noch die erste Single Welcome 2 the Party konnten große Aufmerksamkeit erregen, erst die zweite Single Bawitdaba wurde, unterstützt von einer umfangreichen Werbekampagne des Labels und dem Interesse des Musiksenders MTV, ein größerer Erfolg. Das Album erreichte bald Platzierungen unter den Top-5 der US-amerikanischen Charts und wurde sieben Mal mit Platin ausgezeichnet. 1999 spielte er auf dem Woodstock III. Ein Jahr später erschien mit The History of Rock ein Album mit alten Stücken und einigen wenigen neuen. Devil Without a Cause verkaufte sich allein in den Vereinigten Staaten mehr als elf Millionen Mal. Die Nachfolgealben The History of Rock (2000) und Cocky (2001) wurden in den USA je mehr als zwei Millionen Mal verkauft. Mit der Single-Auskopplung Picture, einem Duett mit Sheryl Crow aus dem Album „Cocky“, gelang Kid Rock 2002 auch ein Erfolg im Bereich der Country-Musik (Platz 4 in den Billboard Hot 100, Platz 23 in den Billboard Country Songs).
In Europa wurde er vor allem wegen seiner Beziehung mit Pamela Anderson bekannt. Die Ehe wurde im Juli 2006 geschlossen; sie hielt nur bis November desselben Jahres. Er hatte Gastauftritte bei den Simpsons sowie bei CSI: NY, wo er sich selbst spielte. Er spielt zudem in den Filmen Biker Boyz und Joe Dreck mit. Auf dem Jubiläumsalbum Vicious Cycle zum 30-jährigen Bestehen der Band Lynyrd Skynyrd von 2003 ist er in dem Remake von Gimme Back My Bullets zu hören. 2004 spielte Kid Rock zusammen mit der kanadischen Band Nickelback den Elton-John-Klassiker Saturday Night’s Alright (For Fighting) für den Soundtrack des Films 3 Engel für Charlie – Volle Power neu ein. 2006 spielte er zusammen mit Nickelback und ZZ Top bei den Billboard Music Awards 2006 das ZZ-Top-Stück Tush.
Einen besonderen Erfolg hatte Kid Rock 2008 in den deutschsprachigen Ländern: Auf dem Album Rock N Roll Jesus (2007) war der Titel All Summer Long enthalten. Dieser ist eine Mischung aus Werewolves of London von Warren Zevon und Sweet Home Alabama von Lynyrd Skynyrd, die auf derselben Akkordfolge (V-IV-I-I) basieren, mit neuem Text. Ursprünglich war das Lied nicht für eine eigenständige Veröffentlichung vorgesehen; es wurde aber so oft im Radio bei Bayern 3 gespielt, dass man sich doch dazu entschied, es im Juni 2008 als Single herauszubringen. Bereits in der Woche vor Erscheinen der Single-CD verkaufte sich das Lied als Download so oft, dass es auf Platz 4 in Deutschland einstieg, die bis dahin höchste Platzierung eines reinen Downloadtitels. In Österreich stieg das Lied in derselben Woche bereits auf Platz 1 ein. Dort war es die erste Single, die nur durch Downloadverkäufe die Spitzenposition erreichen konnte. Kurz darauf konnte diese sich auch in Deutschland und der Schweiz auf Rang 1 platzieren. In der Folge wurde das Lied in ganz Europa populär und erreichte unter anderem Platz 1 in Großbritannien und stieg in die Top 20 der USA ein. Von dem Erfolg konnte auch das Album Rock N Roll Jesus profitieren.
Sein 2010 erschienenes Album Born Free zeigt eine deutliche Entwicklung seines Musikstils, mehr und mehr in Richtung Country-Musik.
Kid Rock ist Vater eines Sohnes (* 1993) sowie Großvater seiner Enkelin Skye (* 2015).

## Politisches Engagement
Kid Rock ist ein Unterstützer der Republikanischen Partei. So plädierte er im Präsidentschaftswahlkampf 2012 für den republikanischen Kandidaten Mitt Romney und trat auf dem Nominierungsparteitag der Partei auf. Sein Lied Born Free wurde Titelsong der Romney-Kampagne. Kid Rock gab hierzu an, dass er die Nutzung auch jedem anderen republikanischen Bewerber für das Amt zugestanden hätte und er wolle, dass seine Musik gehört werde. Bei der folgenden Präsidentschaftswahl 2016 unterstützte Kid Rock den republikanischen Kandidaten Donald Trump. Nach dessen Wahl verkaufte er T-Shirts mit Trump-Aufdruck in seinem Webshop. Trump lud ihn ins Weiße Haus ein und spielte wiederholt Golf mit ihm. 2017 kündigte Kid Rock an, sich 2018 für die Republikaner um einen Sitz im US-Senat bewerben zu wollen, zog dies aber einige Monate später zurück. 2022 veröffentlichte Kid Rock auf dem Album Bad Reputation das umstrittene Lied We The People, in dem er Joe Biden kritisiert.
Im April 2023 machte Kid Rock mit der Veröffentlichung eines von vielen Medien als  transphob eingestuften Videos von sich reden, in dem er laut Medienberichten als Reaktion auf eine Werbeaktion der Biermarke Bud Light mit einer transgeschlechtlichen Influencerin mit einer Maschinenpistole auf einen Stapel Bierdosen schoss und den Bierhersteller sowie die Marke beleidigte. Im Mai desselben Jahres spendete er 5.000 US-Dollar als Prozesshilfe an den Armeeveteranen Daniel Penny, der in der New Yorker U-Bahn den Obdachlosen Jordan Neely zu Tode gewürgt hatte, nachdem dieser mehrere Fahrgäste mit dem Umbringen bedroht hatte.

## Diskografie
Studioalben

| Jahr | Titel Musiklabel                                               | Höchstplatzierung, Gesamtwochen, AuszeichnungChartplatzierungen (Jahr, Titel, Musiklabel, Platzierungen, Wochen, Auszeichnungen, Anmerkungen) | Höchstplatzierung, Gesamtwochen, AuszeichnungChartplatzierungen (Jahr, Titel, Musiklabel, Platzierungen, Wochen, Auszeichnungen, Anmerkungen) | Höchstplatzierung, Gesamtwochen, AuszeichnungChartplatzierungen (Jahr, Titel, Musiklabel, Platzierungen, Wochen, Auszeichnungen, Anmerkungen) | Höchstplatzierung, Gesamtwochen, AuszeichnungChartplatzierungen (Jahr, Titel, Musiklabel, Platzierungen, Wochen, Auszeichnungen, Anmerkungen) | Höchstplatzierung, Gesamtwochen, AuszeichnungChartplatzierungen (Jahr, Titel, Musiklabel, Platzierungen, Wochen, Auszeichnungen, Anmerkungen) | Anmerkungen                                                   |
| Jahr | Titel Musiklabel                                               | DE | AT | CH | UK | US | Anmerkungen                                                   |
| ---- | -------------------------------------------------------------- | --- | --- | --- | --- | --- | ------------------------------------------------------------- |
| 1990 | Grits Sandwiches for Breakfast Top Dog Records                 | — | — | — | — | — | Erstveröffentlichung: 11. Dezember 1990                       |
| 1993 | The Polyfuze Method Top Dog Records • Continuum Records        | — | — | — | — | — | Erstveröffentlichung: 16. März 1993                           |
| 1996 | Early Morning Stoned Pimp Top Dog Records                      | — | — | — | — | — | Erstveröffentlichung: 9. Januar 1996                          |
| 1998 | Devil Without a Cause Top Dog Records • Atlantic Records (WMG) | DE82 (15 Wo.)DE | AT28 (9 Wo.)AT | — | UK— SilberUK | US4 Diamant + Platin · (111 Wo.)US | Erstveröffentlichung: 18. August 1998 Verkäufe: + 11.467.500  |
| 2001 | Cocky Atlantic Records (WMG)                                   | DE15 (10 Wo.)DE | AT10 (10 Wo.)AT | CH30 (11 Wo.)CH | — | US3 ×5Fünffachplatin · (134 Wo.)US | Erstveröffentlichung: 20. November 2001 Verkäufe: + 5.200.000 |
| 2003 | Kid Rock Atlantic Records (WMG)                                | — | — | — | — | US8 Platin · (35 Wo.)US | Erstveröffentlichung: 11. November 2003 Verkäufe: + 1.050.000 |
| 2007 | Rock N Roll Jesus Atlantic Records (WMG)                       | DE5 Gold · (26 Wo.)DE | AT2 Gold · (24 Wo.)AT | CH4 Gold · (26 Wo.)CH | UK4 Gold · (11 Wo.)UK | US1 ×3Dreifachplatin · (135 Wo.)US | Erstveröffentlichung: 9. Oktober 2007 Verkäufe: + 3.475.000   |
| 2010 | Born Free Atlantic Records (WMG)                               | DE9 (16 Wo.)DE | AT7 (18 Wo.)AT | CH7 (15 Wo.)CH | — | US5 Platin · (47 Wo.)US | Erstveröffentlichung: 16. November 2010 Verkäufe: + 1.040.000 |
| 2012 | Rebel Soul Atlantic Records (WMG)                              | DE24 (2 Wo.)DE | AT26 (2 Wo.)AT | CH12 (6 Wo.)CH | — | US5 Gold · (35 Wo.)US | Erstveröffentlichung: 16. November 2012 Verkäufe: + 500.000   |
| 2015 | First Kiss Warner Bros. Records (WMG)                          | DE16 (4 Wo.)DE | AT9 (4 Wo.)AT | CH5 (8 Wo.)CH | UK52 (1 Wo.)UK | US2 (24 Wo.)US | Erstveröffentlichung: 20. Februar 2015                        |
| 2017 | Sweet Southern Sugar Top Dog Records                           | DE88 (1 Wo.)DE | AT64 (1 Wo.)AT | CH43 (1 Wo.)CH | — | US8 (13 Wo.)US | Erstveröffentlichung: 3. November 2017                        |
| 2022 | Bad Reputation Top Dog Records                                 | — | — | — | — | US124 (1 Wo.)US | Erstveröffentlichung: 20. März 2022                           |

## Auszeichnungen
- American Music Awards
  - 2001: in der Kategorie „Favorite Male Pop/Rock Artist“
  - 2003: in der Kategorie „Favorite Male Pop/Rock Artist“
- Billboard Music Awards
  - 1999: in der Kategorie „Best New Artist“
  - 1999: in der Kategorie „Best Hard Rock Performance“ (Bawitdaba)
  - 1999: in der Kategorie „Best New Hard Rock Artist“
- BMI Songwriting Award
  - 2002: (Picture)
- CMT Music Awards
  - 2009: in der Kategorie „Wide Open Country Video of the Year“ (All Summer Long)
- Detroit Music Awards
  - 1999: in der Kategorie „Outstanding National Album“ (Devil Without a Cause)
  - 1999: in der Kategorie „Outstanding National Single“ (I Am the Bulldog)
  - 1999: in der Kategorie „Outstanding National Hip Hop Writer/Producer“
  - 2000: in der Kategorie „Outstanding National Single“ (American Bad Ass)
  - 2000: in der Kategorie „Outstanding National Duet“(Higher mit Robert Bradley)
  - 2000: in der Kategorie „Outstanding National Spokesperson“
  - 2008: in der Kategorie „Outstanding National Album“ (Rock N Roll Jesus)
  - 2009: in der Kategorie „Outstanding National Single“ (All Summer Long)
- Echo
  - 2009: in der Kategorie „Hit des Jahres“ (All Summer Long)
- People’s Choice Awards
  - 2009: in der Kategorie „Best Rock Song“ (All Summer Long)
- World Music Awards
  - 2008: in der Kategorie „Worlds Best Male Pop Artist“
  - 2008: in der Kategorie „Worlds Best Pop/Rock Artist“
- WWE
  - 2018: Einführung in die WWE Hall of Fame[19]